# 芦刈幸雄
芦刈 幸雄（あしかり ゆきお、1939年〈昭和14年〉4月24日 - ）は、日本の政治家。元大分県豊後大野市長（1期）。

## 経歴
大分県三重町（現・豊後大野市）出身。大分県立三重農業高等学校（現・大分県立三重総合高等学校）卒。卒業後は三重町役場に入り、建設、総務の各課長や助役を経て、三重町長を2期務める。2005年〈平成17年〉三重町は合併で豊後大野市となり、合併後の市長選挙に立候補し、当選する。2009年〈平成21年〉の市長選挙に立候補し、再選を目指したが、落選した。